# Bosak (herb szlachecki)

Herb szlachecki Bosak

Bosak – polski herb szlachecki.

## Opis herbu
Tekst nadania z 1826: 

Na tarczy wszerz przedzielonéy Lew na tylnych łapach wzniesiony, trzymający w przednich Bosak, połowa Lwa w polu błękitném, na wierzchniéy części tarczy żółta, a połowa w polu żółtém na spodniéy części błękitna, nad tarczą szyszak, a nad szyszakiem popiersie Lwa trzymającego podobnież Bosak.

## Najwcześniejsze wzmianki
Nadany w Petersburgu 14 lutego (2 lutego starego stylu) 1826 Maurycemu, Ludwikowi i Józefowi Hauke przez cesarza Rosji i króla polskiego Mikołaja I.

## Herbowni
- Hauke